# Alex Knight (Volleyballspieler)
Alex Knight (* 22. Juni 2001 in Culver City) ist ein US-amerikanischer Volleyballspieler.

## Karriere
Knight begann seine Karriere an der Pacifica Christian High School. 2018 war er Kapitän der US-Junioren, die bei der NORCECA-Meisterschaft der U19 in Costa Rica die Silbermedaille gewann. Von 2020 studierte er an der University of California, Los Angeles und spielte in der Universitätsmannschaft Bruins. Mit den Bruins gewann er 2023 und 2024 die NCAA-Meisterschaft. 2024 wurde der Außenangreifer vom deutschen Bundesligisten SWD Powervolleys Düren verpflichtet. Im DVV-Pokal 2024/25 unterlagen die Dürener mit 2:3 im Finale gegen die Berlin Recycling Volleys. Anschließend mussten sie sich in den Bundesliga-Playoffs bereits im Viertelfinale gegen den VfB Friedrichshafen geschlagen geben. Nach der Saison verließ er den Verein mit unbekanntem Ziel.